# Redecilla del Camino
Redecilla del Camino – gmina w Hiszpanii, w prowincji Burgos, w Kastylii i León, o powierzchni 12,1 km². W 2011 roku gmina liczyła 127 mieszkańców.